# L'Isle-Adam
L'Isle-Adam é uma cidade da Ilha de França no centro-norte de Val-d'Oise, localizada na margem esquerda do Oise vinte e cinco quilómetros em linha reta para norte-noroeste, às portas de Paris, uma dezena a nordeste de Pontoise e trinta e cinco sul de Beauvais. Ele forma com Parmain, comuna vizinha da margem direita do Oise, uma pequena aglomeração de cerca de 16 000 habitantes. Seus habitantes são chamados Adamois.
Localizada entre o vale do Oise a oeste e, para os outros três pontos cardeais, a floresta de L'Isle-Adam, a cidade tem sido o feudo e depois o lugar do repouso de algumas das grandes famílias da nobreza francesa, antes de se tornar no século XIX uma vila burguesa atraindo os habitantes de Paris e muitos artistas. Ela é hoje uma próspera sede de cantão no extremo norte da área urbana de Paris, nas portas do Parque natural regional do Vexin français, do Pays de France e da Picardia.

## Geografia

### Generalidades
O território communal fica de frente, de norte a sul ao longo do Oise, das comunas vexinoises de Champagne-sur-Oise, Parmain, Valmondois e Butry-sur-Oise. As comunas limítrofes das delimitações terrestres de L'Isle-Adam são, quanto a elas, situadas ao redor da floresta. Elas são Mours, Presles, Nerville-la-Forêt, Villiers-Adam e Mériel.

### Rede de comunicação e de transporte

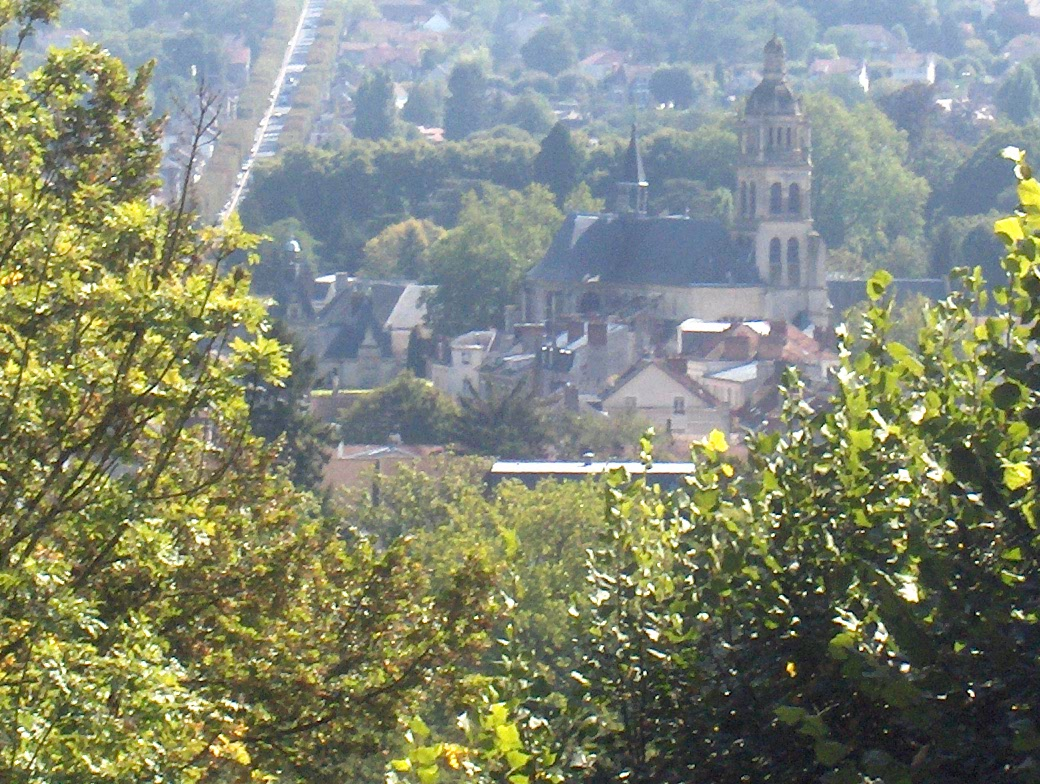
Vista da igreja Saint-Martin e a avenue de Paris, a partir das pistas de Parmain

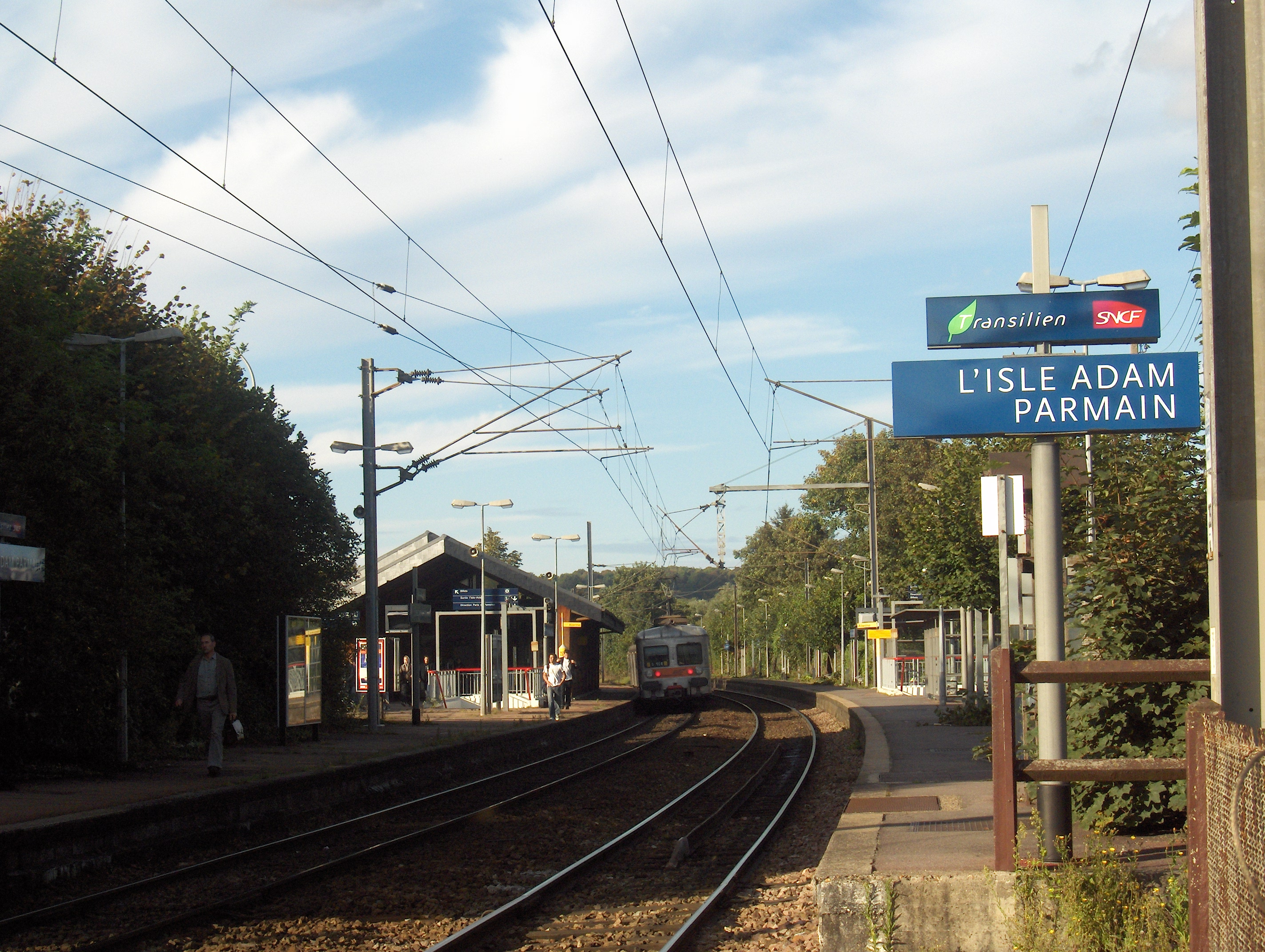
A estação de L'Isle-Adam em Parmain.

Nenhuma linha ferroviária atravessa o território do município. A estação de L'Isle-Adam está localizada na comuna de Parmain. É servida pela linha ferroviária de duas vias Paris gare du Nord - Persan-Beaumont via Valmondois. Este eixo constitui um tronco comum nesta seção com a linha transversal Pontoise - Creil.
Esta estação oferece apenas um serviço de passageiros de subúrbio. Os serviços ferroviários são operados pela Transilien da SNCF, linha H. O tempo de percurso para Persan-Beaumont e Paris são respectivamente, de 9 e 48 minutos pelos trens diretos mais rápidos. No entanto, poucos trens são diretos, exceto para alguns horários de pico, a maioria das viagens que exigem uma alteração na estação de Valmondois. Também é possível pegar um trem direto Paris - Persan-Beaumont (TER Picardie) e depois a linha Pontoise - Creil por um tempo de percurso talvez ligeiramente menor em função das correspondências.
Para chegar a Paris, os Adamois motor, por vezes, preferem pegar os trens diretos do TER Picardie a partir da estação de Persan - Beaumont (trajeto de menos de meia hora) ou, em Montsoult, os trens Transilien circulando na linha de Persan-Beaumont para Montsoult-Maffliers, estação também ligada por um serviço de coletivos para a cidade.

## Toponímia
Insula em 1206, Insula-Adam em 1223, Ille (l’)Adam em 1223 e Insula Adæ em 1261.

## História

### Origem
O território adamois é ocupada desde os tempos mais antigos. O abade Breuil (1867-1961), paleontólogo, descobriu no século XX sílex talhados da época do paleolítico ao longo das margens do Oise. Além disso, monumentos da era neolítica pontilham a região em torno de L'Isle-Adam a Parmain, Presles, na floresta de Carnelle ou no bois de la Tour du Lay. As sepulturas da Idade do bronze foram escavadas no final do século XIX, no território do município, o próximo o riacho do Vivray e o outro perto do riacho do bois.
Para Cassan, les Forgets, Nogent, Stors e le Vivray, vestígios de ocupação dos gauleses foram encontrados. A comuna está localizada no cruzamento das zonas de ocupação de diferentes tribos : Veliocasses (Vexin), Bellovaci (Oise) e Silvanecti (Senlis). A primeira ocupação humana perene encontrada no território é o de um aldeia gaulesa chamada Novientum (latinizado na Idade Média em Novigentum), tipo toponímico que deu em todas as Nogent da Gália. A ocupação desta área tem sido contínua desde o tempo dos gauleses até hoje. A ocupação desta área é contínua desde a época gaulesa até hoje. Na verdade, o bairro mais antigo de L'Isle-Adam conservou o nome de Nogent. Este núcleo original da população está localizado no abrigo das inundações do Oise e a proximidade da floresta fornece recursos para um número. A ocupação do mesmo período de ilhas e margens do Oise não é excluída, mas menos pistas, tendem a confirmar isso com certeza. A aldeia de Nogent fez parte na época galo-romana do país de Chambly (Pagus Caméliacencis). Vários traços, incluindo moedas, romanas na maior parte, foram encontradas em 1974, perto da rue de la Madeleine durante os trabalhos da via, testemunha desta Antiguidade.

### Época medievais
A aldeia faz parte dos territórios supostamente evangelizados por são Dinis no século III. Uma carta de Carlos II o Calvo datada de 862, que constitui o primeiro registro escrito da vila, recorda que o rei Luís o Piedoso concedida em 832 das terras em Nogent para os religiosos da abadia de Saint-Denis. Os monges beneditinos servir, em seguida, a paróquia, que incluía, além de uma igreja dedicada a são Martinho que está incluído na diocese de Beauvais, uma necrópole e um barões mansão, localizada nas proximidades da atual rue de la Haute-Salle. Os senhores de L'Isle-Adam (ver abaixo) permanecer muito tempo sob a suserania da abadia, e em que da conta de Beaumont. Não foi até 1223 que os cavaleiros da Ilha tornaram-se vassalos diretos do rei.
Os ataques dos guerreiros Viquingues fizeram a história da cidade na medida em que eles estão na origem do desenvolvimento militar e depois religioso das maior das ilhas do Oise, hoje île du Prieuré. Na verdade, para parar os ataques dos homens do Norte, o rei da França, Carlos II o Calvo enviou o conde Aleran para defender o Oise. Com essa preocupação defensiva foi construído em 865 o primeiro forte na île du Prieuré, não muito longe da aldeia de Nogent. No entanto, no outono de 885, essas precauções não evitaram o saque de Nogent e a destruição do castelo primitivo de madeira pelo chefe viquingue Sigurdo. Reconstruído logo depois em pedra, a estrutura militar evoluiu ao longo dos séculos para tornar-se um verdadeiro castelo forte medieval do qual os últimos restos, uma grande torre, foram arrasados em 1700. Além disso, os ataques Viquingues trazer indiretamente para a cidade de relíquias valiosas que justificaria a construção de um edifício religioso na ilha onde se situa o castelo. De fato, os ataques repetidos na abadia de Almenèche, no que ainda não era a Normandia, forçou o declínio de sua propriedade em Moussy-le-Neuf e a transferência das relíquias de são Godegrando e sua irmã, santa Oportuna. Em 1014, um priorado dedicado a Nossa Senhora e a são Godegrand é fundado na ilha pelo primeiro senhor de L'Isle-Adam conhecido, que leva o nome de Adam de... Moussy. Uma parte das relíquias deste feudo são então atribuídos para o novo priorado. As relíquias de são Godegrando ainda são visíveis na igreja de L'Isle-Adam, quase um milênio depois de sua chegada.

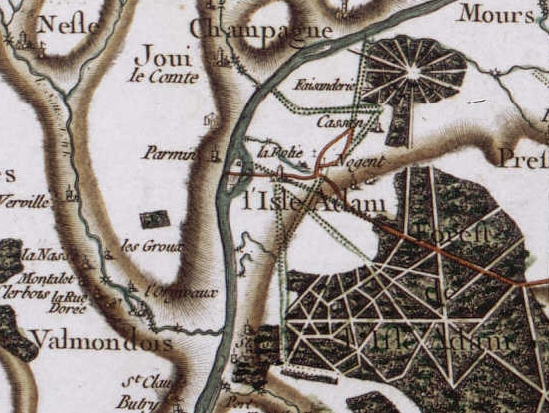
L'Isle-Adam por volta de 1780 (carte de Cassini).

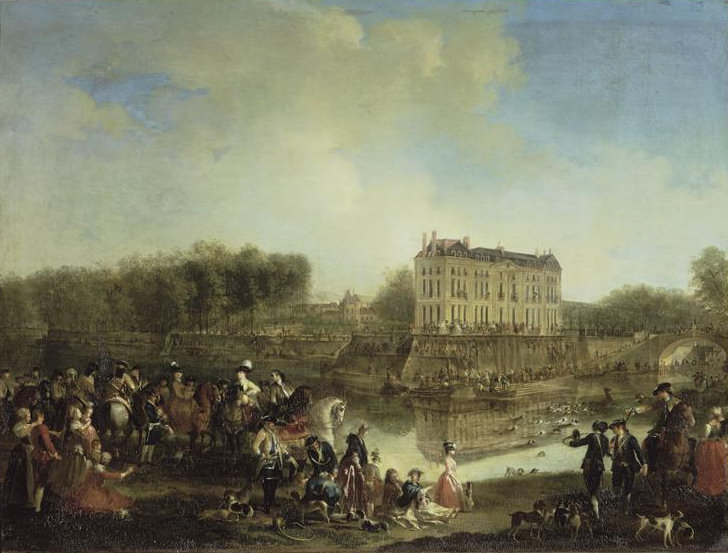
O castelo de Conti representado pelo pintor Michel Barthélemy Ollivier (1712-1784).

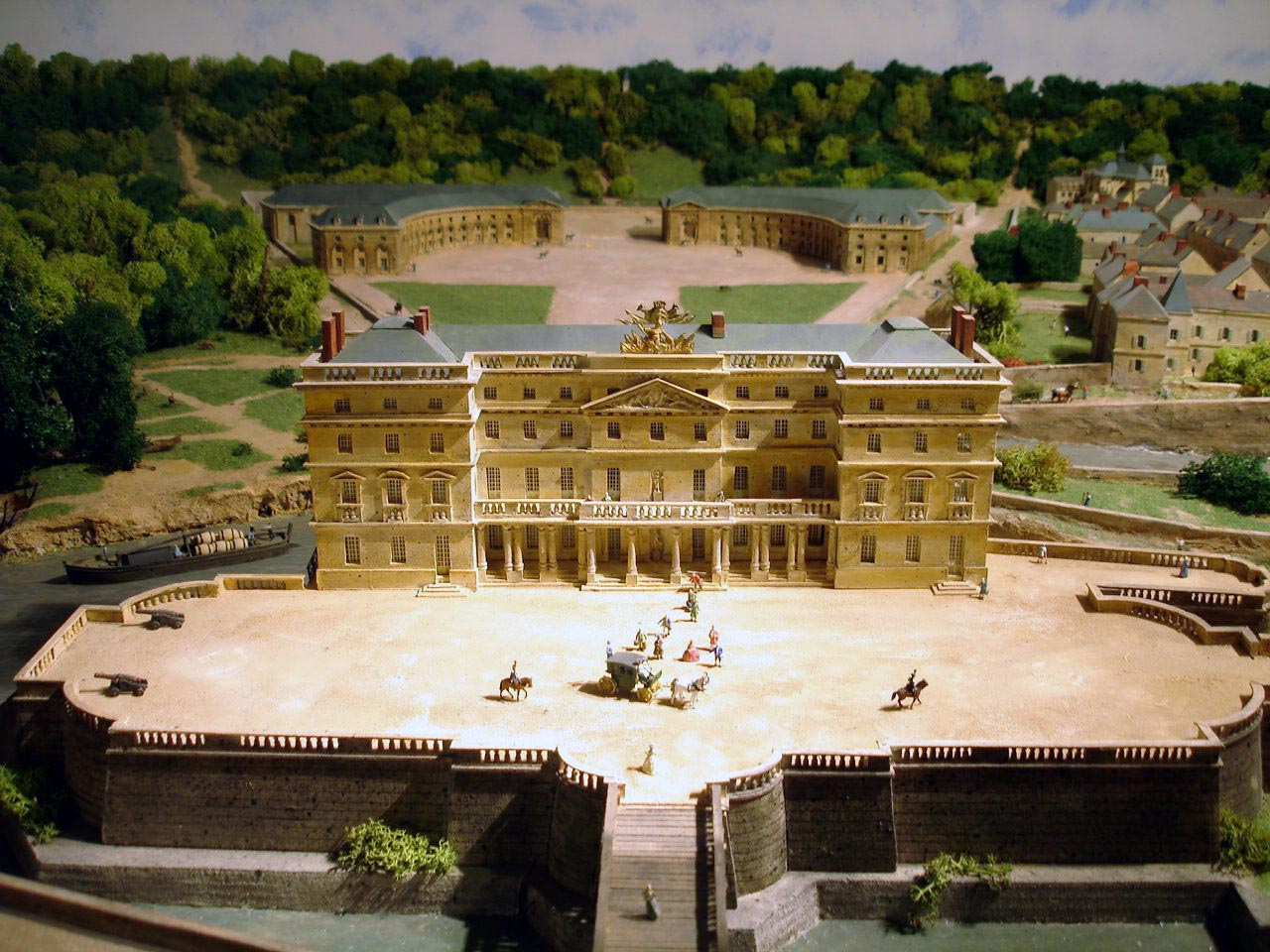
Maquete do castelo de Conti e dos estábulos por volta de 1780, no musée Louis Senlecq.

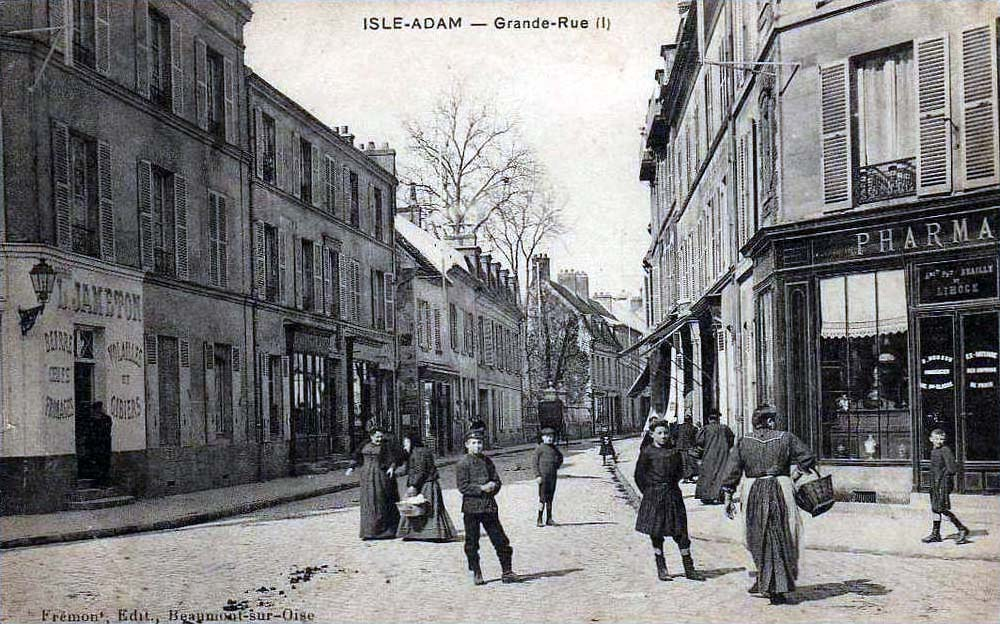
L'Isle-Adam - A Grande-Rue por volta de 1900.

## Geminação
- A cidade é geminada com Marbach am Neckar (Alemanha), cidade natal do poeta Friedrich von Schiller.
- L'Isle-Adam também assinou uma carta de amizade em 1991 com Stratford-upon-Avon (Inglaterra), cidade natal de Shakespeare.

## Cultura e patrimônio

### Lugares e monumentos

#### Monumentos Históricos

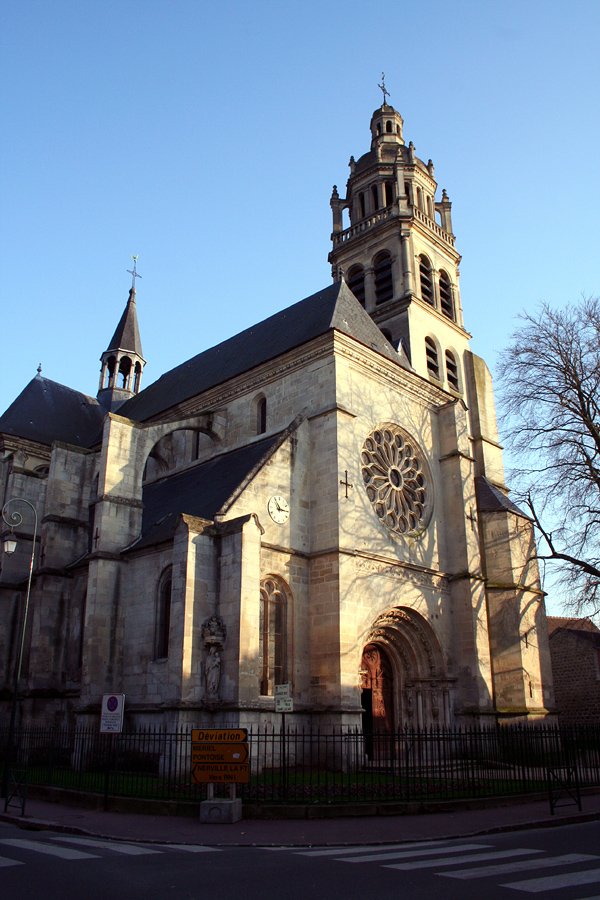
A fachada da igreja.
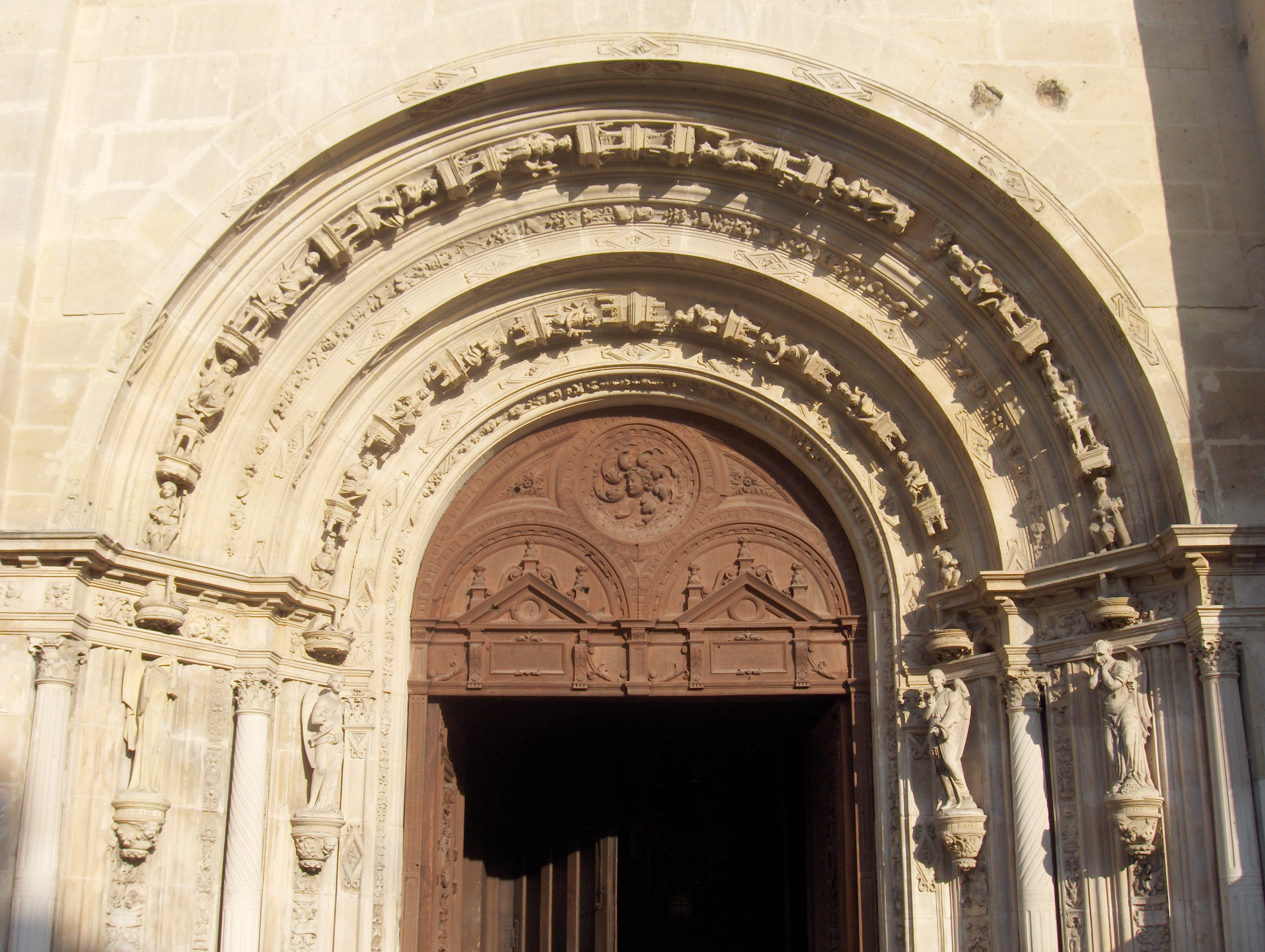
Archivolt do portal.
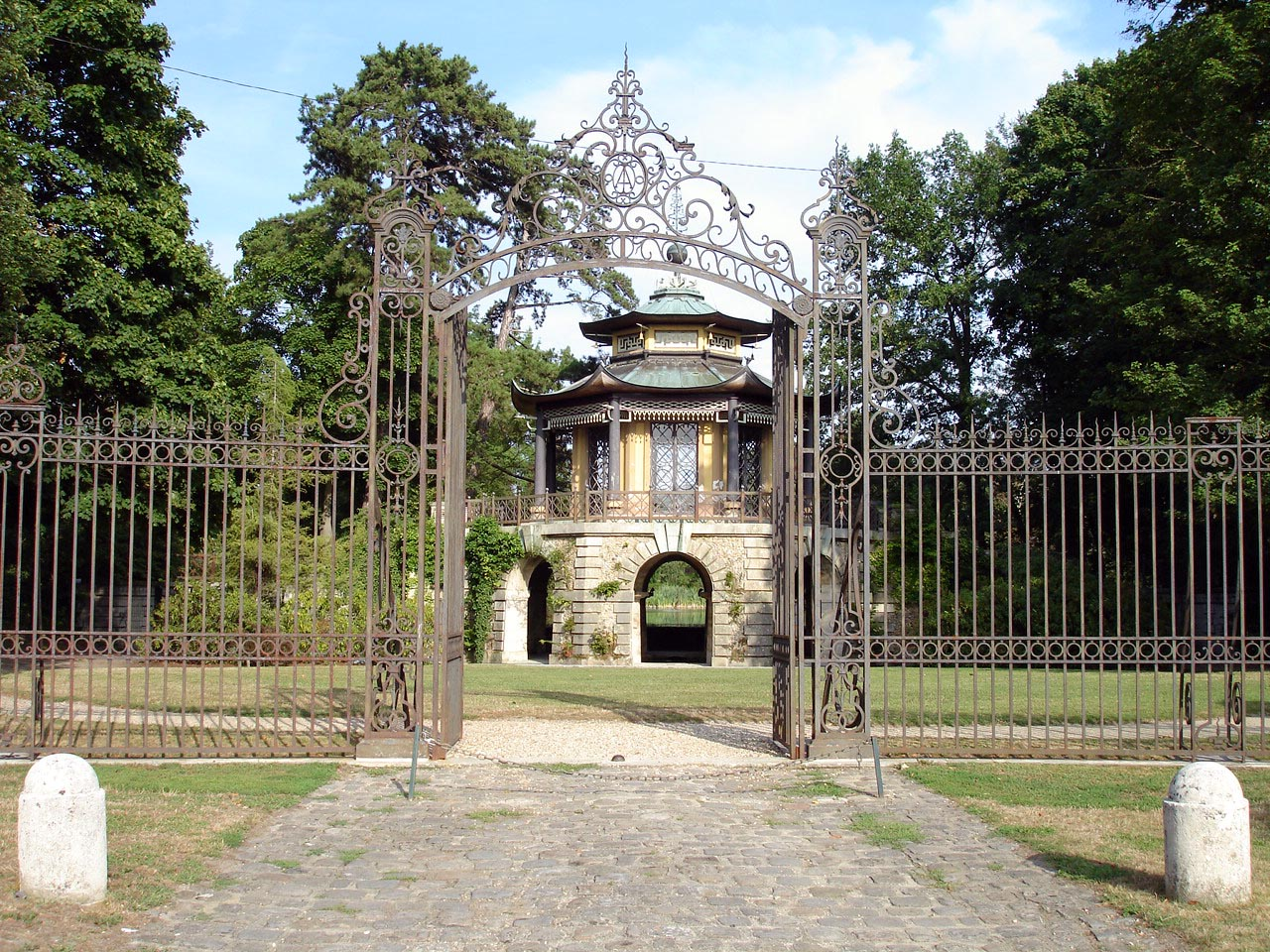
Chinês pavilhão de Cassan.
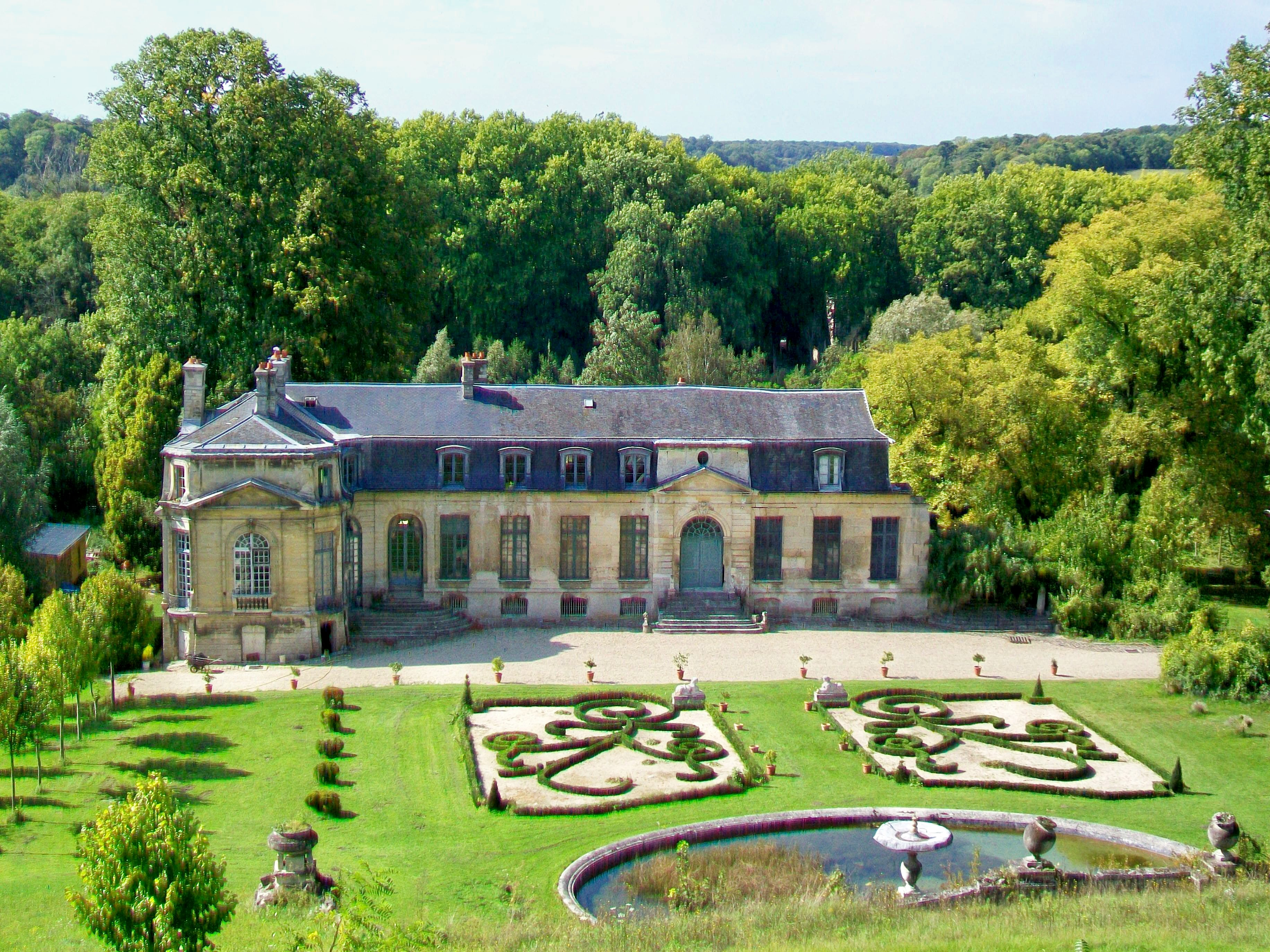
Castelo de Stors.
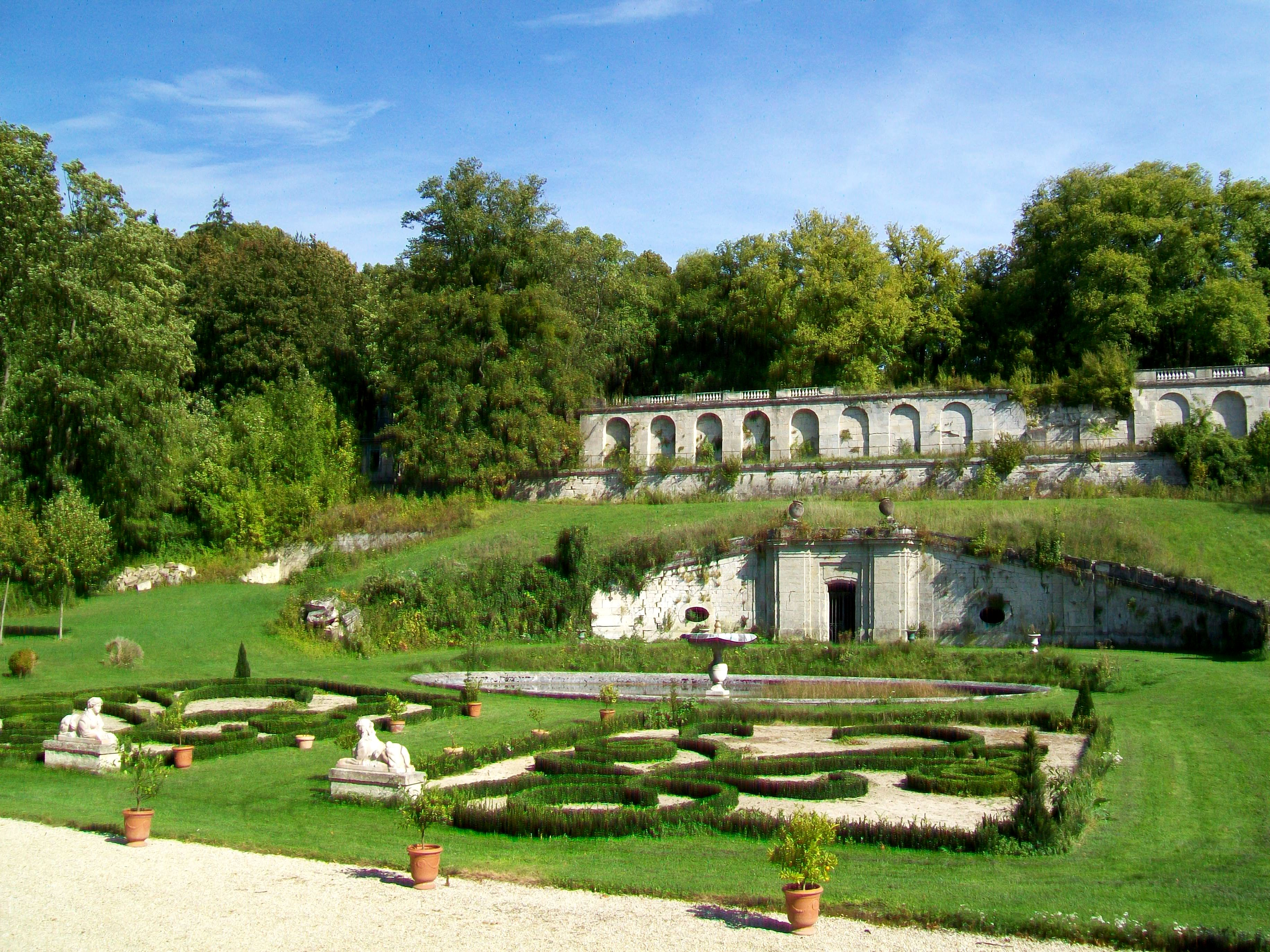
Parque do castelo.

L'Isle-Adam tem três monumentos históricos em seu território.
- Igreja Saint-Martin, rue Saint-Lazare (classificada monumento histórico por decreto de 8 de dezembro de 1941).
- Pavilhão chinês de Cassan, route de Beaumont (classificado monumento histórico por decreto de 9 de setembro de 1965).
- Domínio de Stors (inscrito monumento histórico por decreto de 31 de julho de 2001).

### Museus
Os dois museus da L'Isle-Adam, na realidade são um só, o centro de arte, que constitui um anexo do museu Senlecq. Em 2005, eles têm acolhido 13 675 visitantes. Atendimento declinou significativamente nos últimos anos. De fato, ela foi de 20 000 visitantes em 2003. O museu duplo de L'Isle-Adam permanece, no entanto, em 2005, em quinto lugar nos estabelecimentos museológicos mais visitado em Val-d'Oise, em frente ao museu arqueológico departamental em Guiry-en-Vexin e a abadia de Maubuisson, mas atrás da Maison de l'Environnement em frente ao Aeroporto de Paris-Charles-de-Gaulle e os principais sítios do departamento, tais como o château de La Roche-Guyon.
- Museu de arte e história de Louis Senlecq, 46, Grande-Rue: Ele é instalado desde 1951 na casa dos Josefitas, um edifício construído em 1660 pelo príncipe de Conti, e que se tornou a primeira escola gratuita para as crianças do lugar. Esta escola foi realizada por padres da irmandade de São José vinda de Lyon. Em 1792, a comunidade foi dissolvida, e o edifício foi vendido em leilão no ano seguinte. Ele foi comprado em 1916 pelo município, que se instalou em seus serviços. O museu acolhe regularmente exposições temáticas relacionadas com a região : o domínio de Stors em 2005, o abade Breuil, o inventor da pré-história, em 2006, o pintor Jules Dupré , em 2007.
- Centre d'art Jacques Henri-Lartigue, 31, Grande-Rue: Ele é instalado em uma propriedade do século XVIII chamado de petit-hôtel Bergeret, e depois em 1899, a maison Fritz , em nome de seu último proprietário, o doutor Fritz, prefeito da comuna. Adquirido pelo município, abriga trezentas pinturas que cobrem todo o período artístico do fotógrafo Jacques-Henri Lartigue. Antes de se tornar um fotógrafo, este último tem sido um pintor de temas, e, amigo do prefeito de L'Isle-Adam, ele fez um presente para ele e sua esposa, uma parte de sua coleção de 1985 a 1993. Isso deu origem à criação do centro de exposições. O museu também abriga exposições temporárias.

### Outros elementos do patrimônio

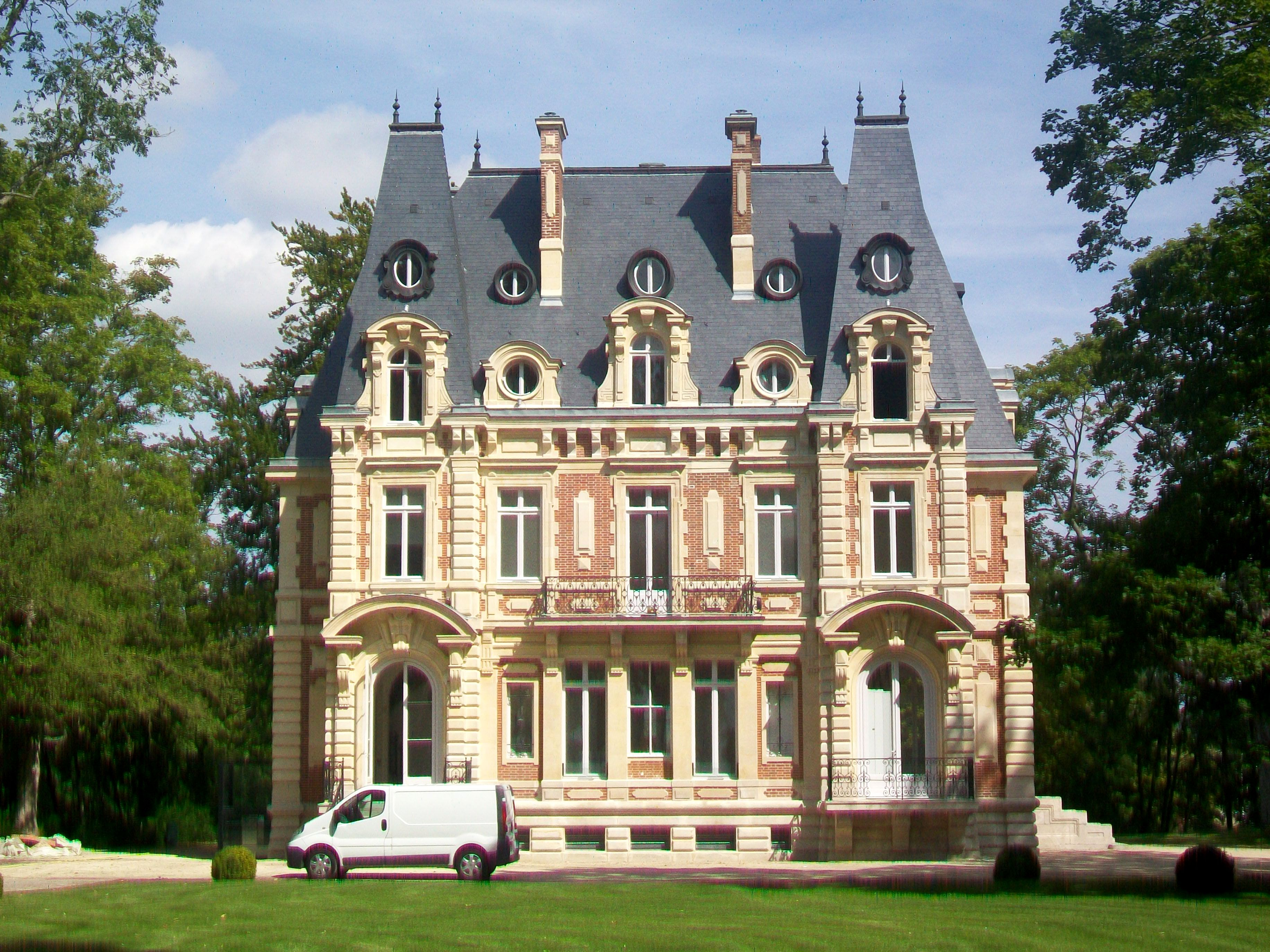
Castelo De Conti.
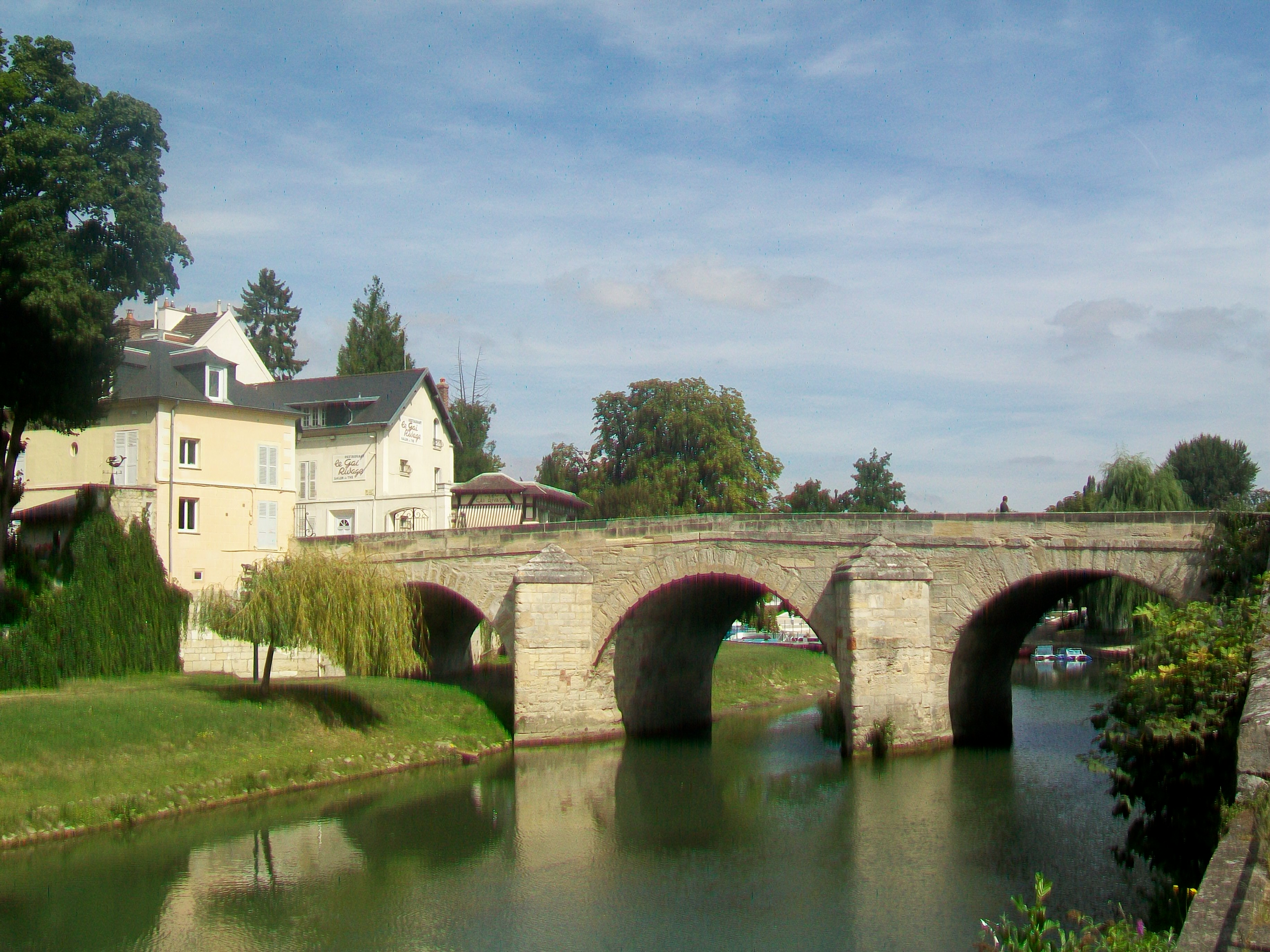
Ponte Cabouillet.
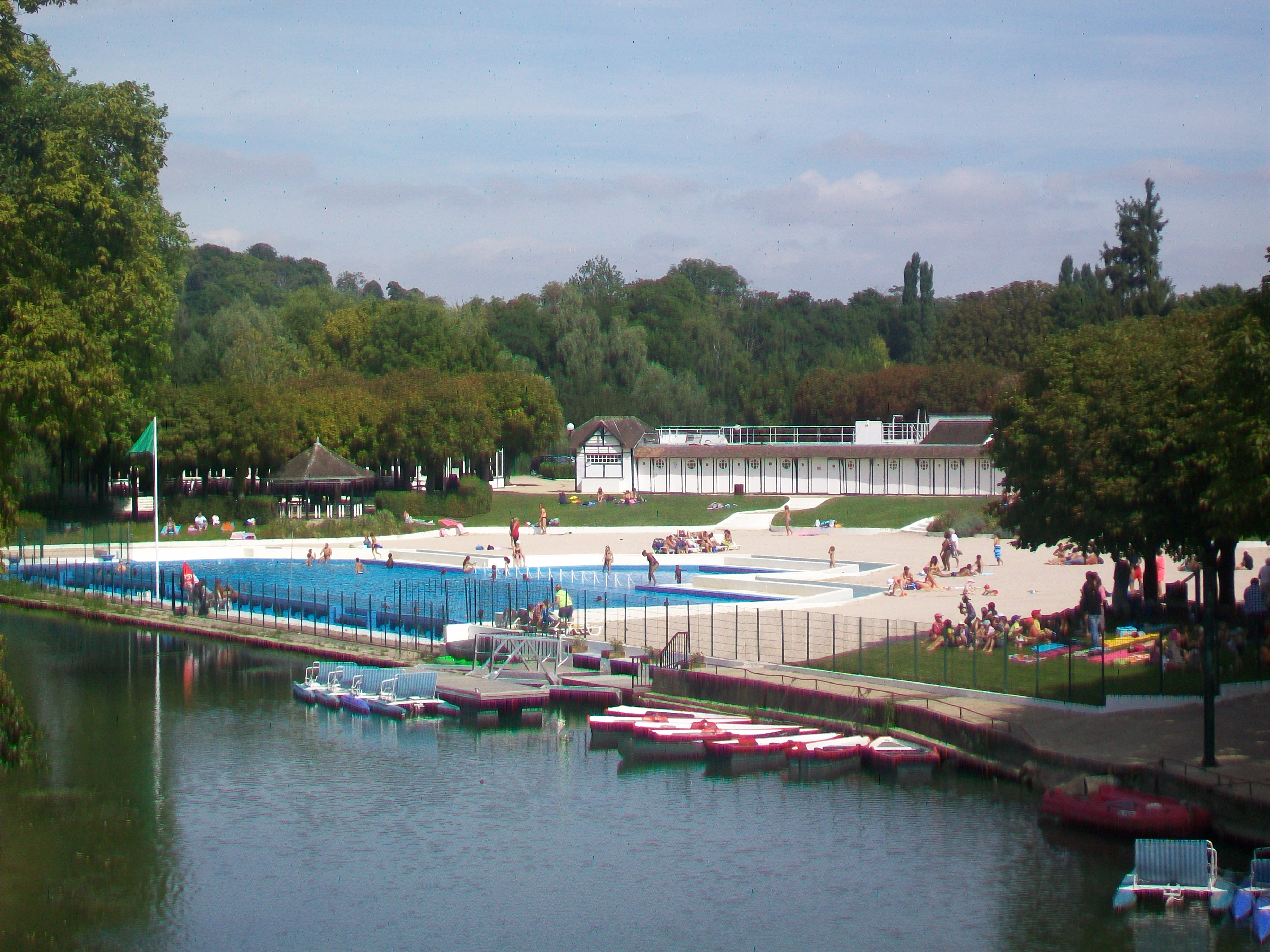
Praia do Oise.
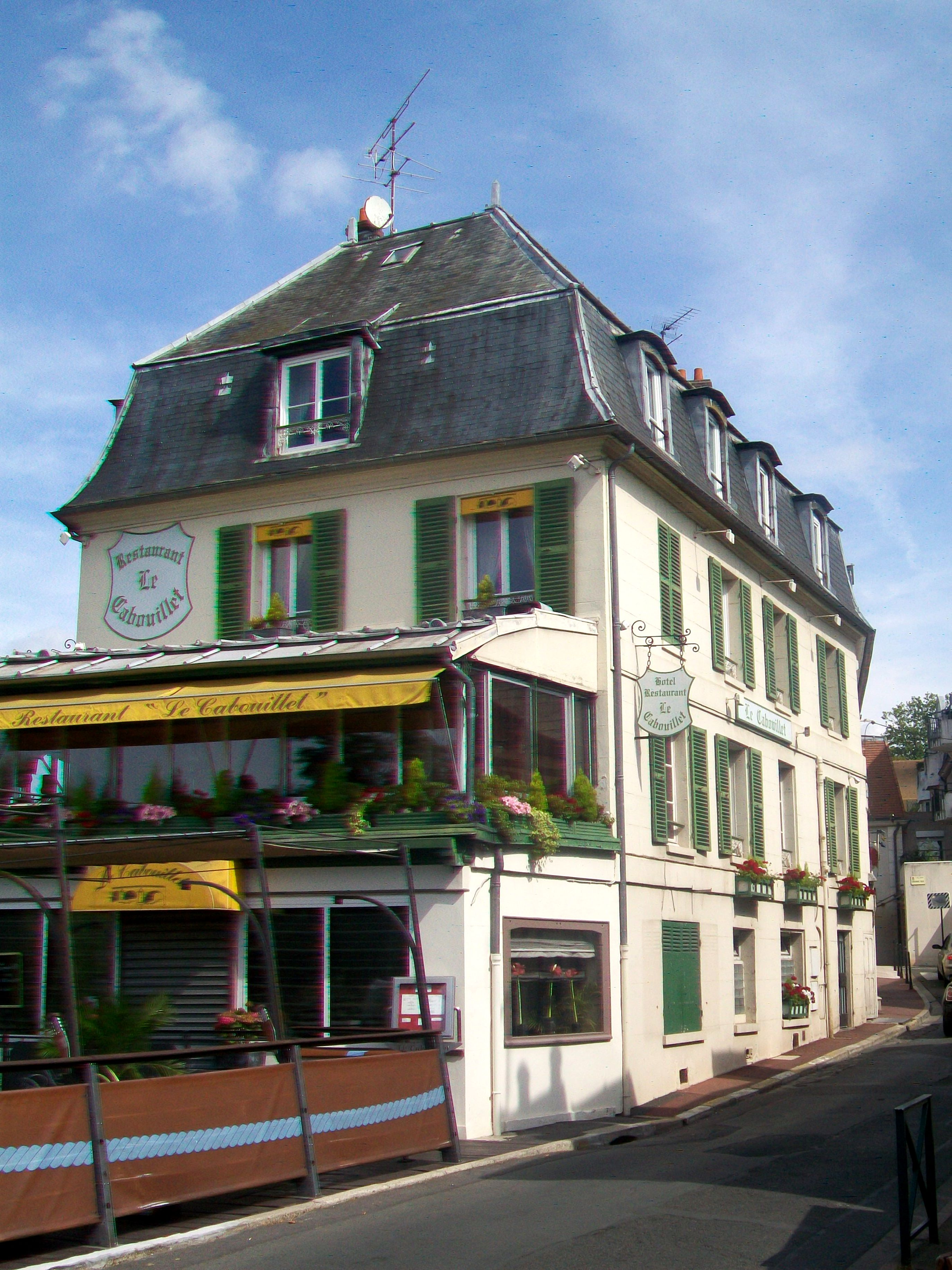
Casa do Cabouillet.
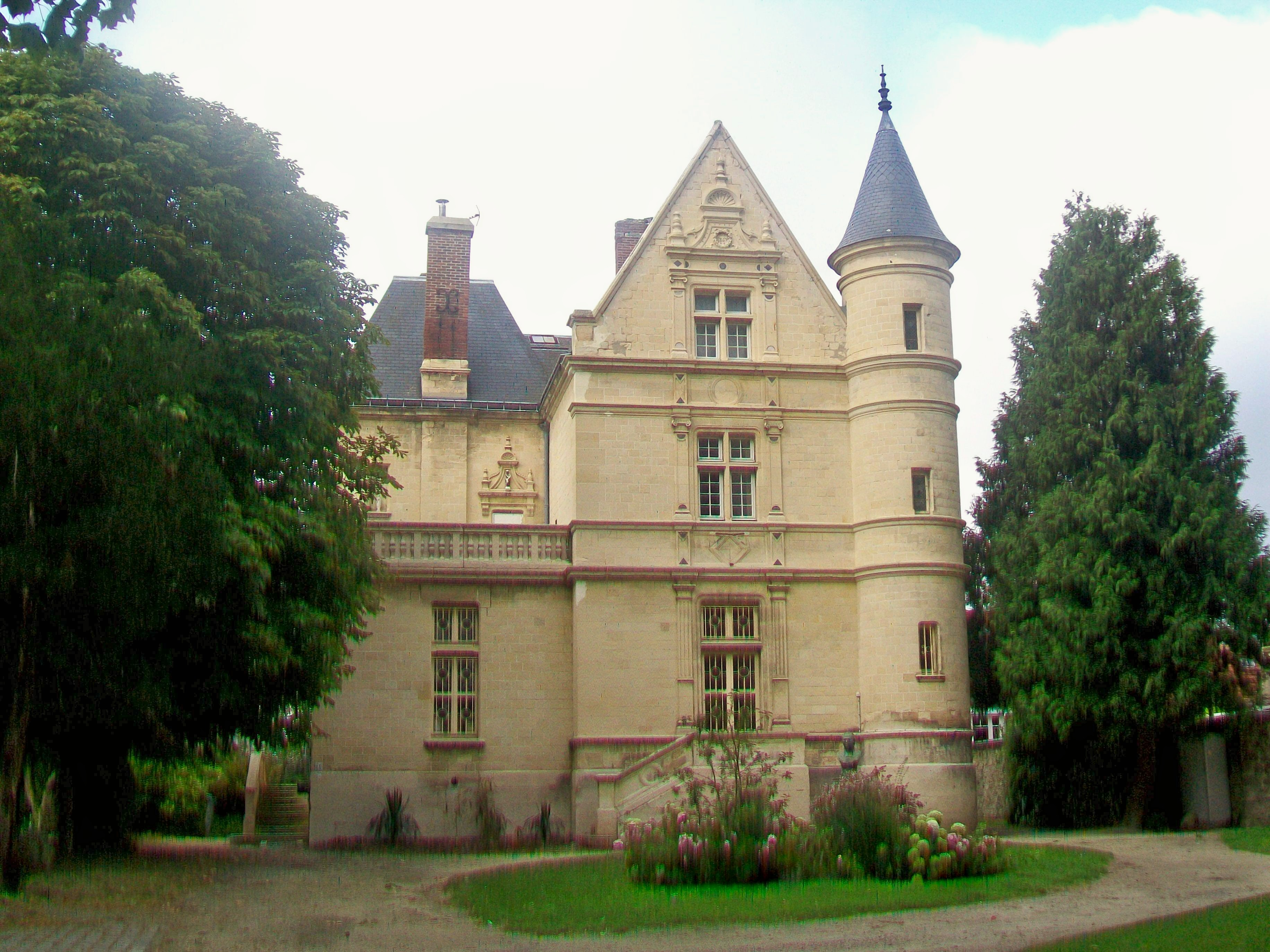
Presbitério.

- Château de L'Isle-Adam ou château des princes de Conti, ao norte da île du Prieuré, rue de Conti.
- Pont du Cabouillet sur l'Oise, rue de Conti.
- Maison du Cabouillet, rue de la Capitainerie et rue du Pâtis.
- Prefeitura, rue Saint-Lazare / Grande-Rue / avenue de Paris.
- Le Castelrose, avenue de Paris / rue Dambry, hoje um anexo da prefeitura.
- Presbitério, Grande-Rue, a leste da igreja.

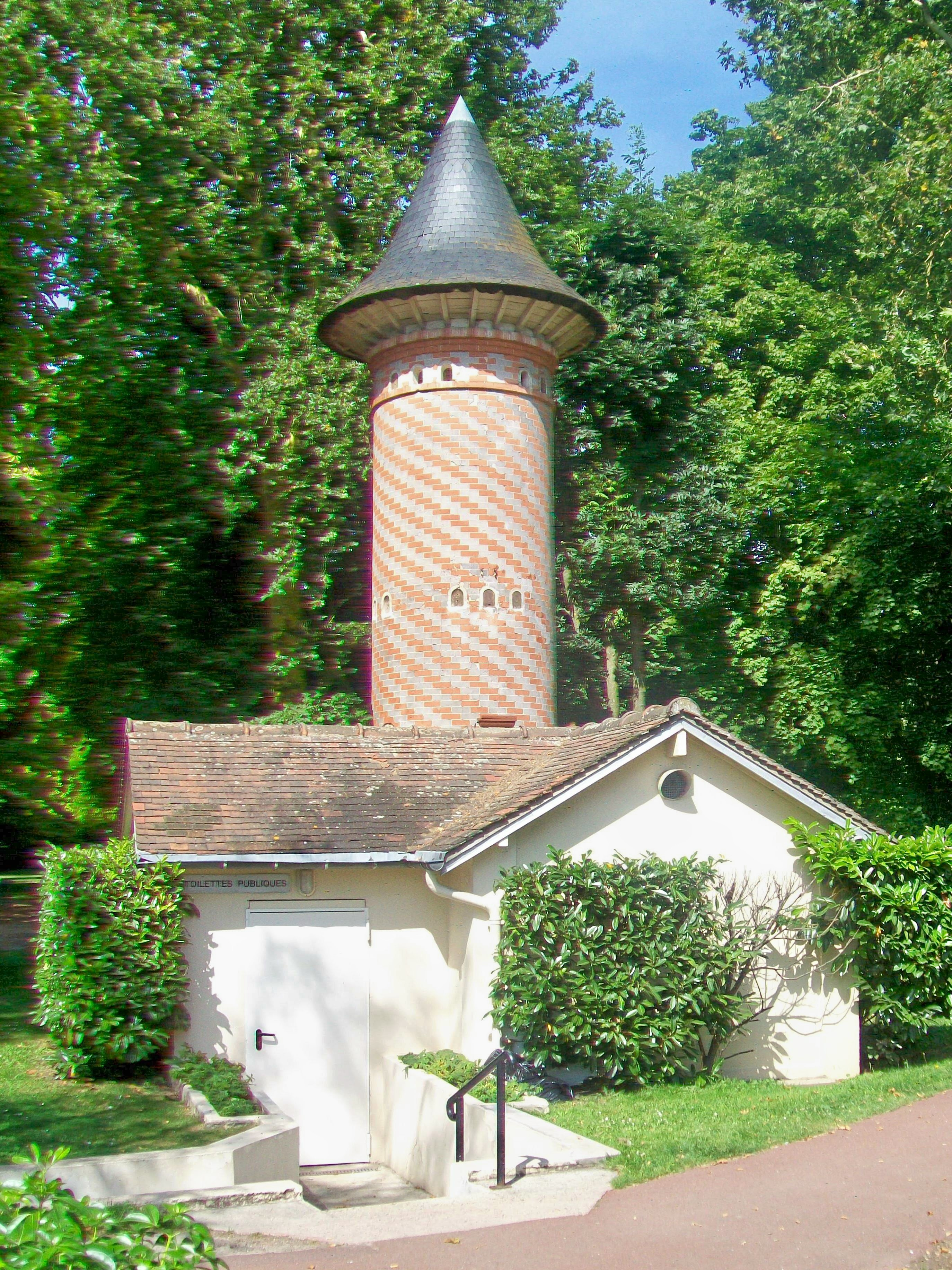
Colombier du Saut du Loup.
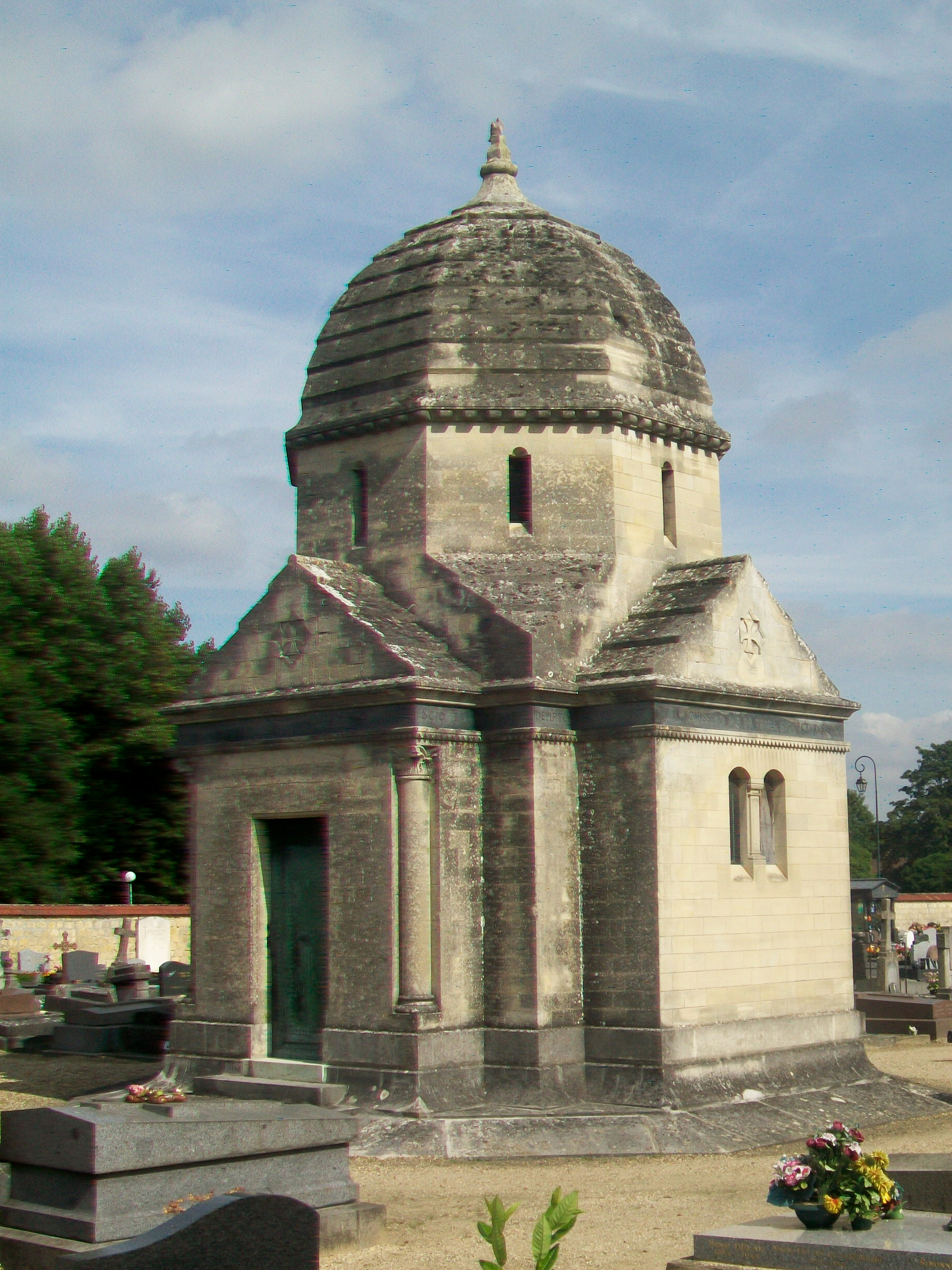
Capela Kapeler para o cemitério.
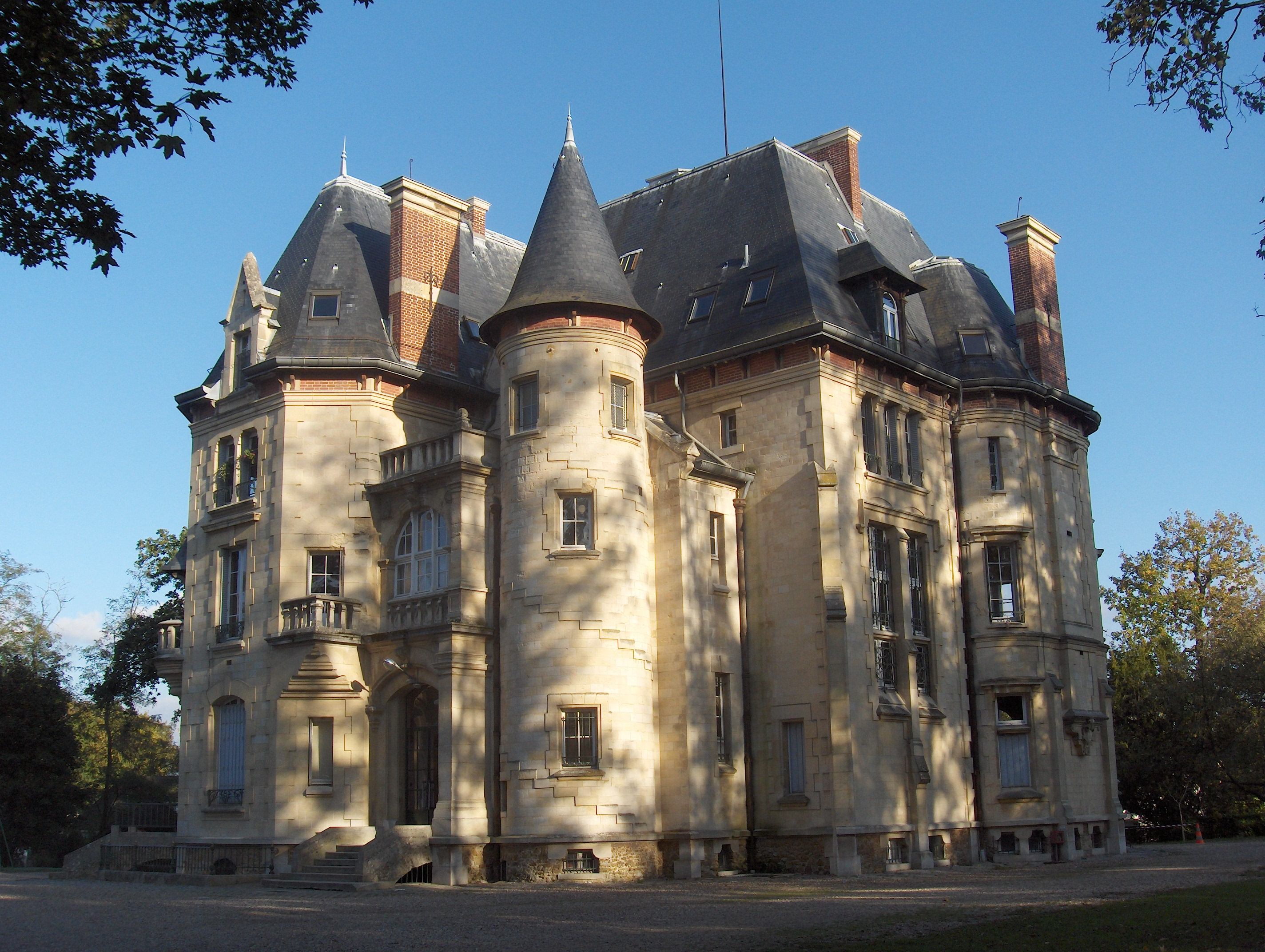
Château de la Faisanderie.
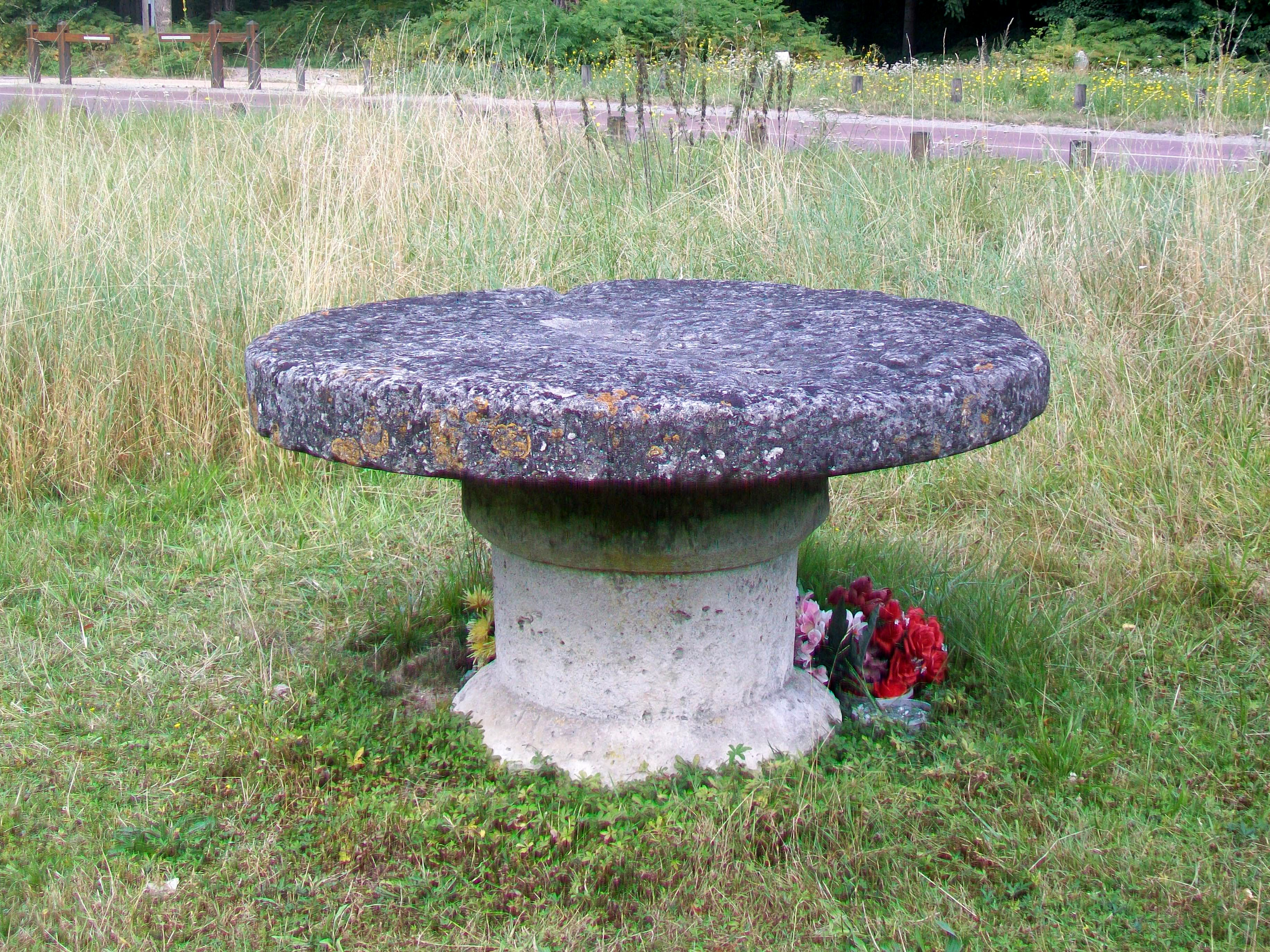
Table de Cassan.
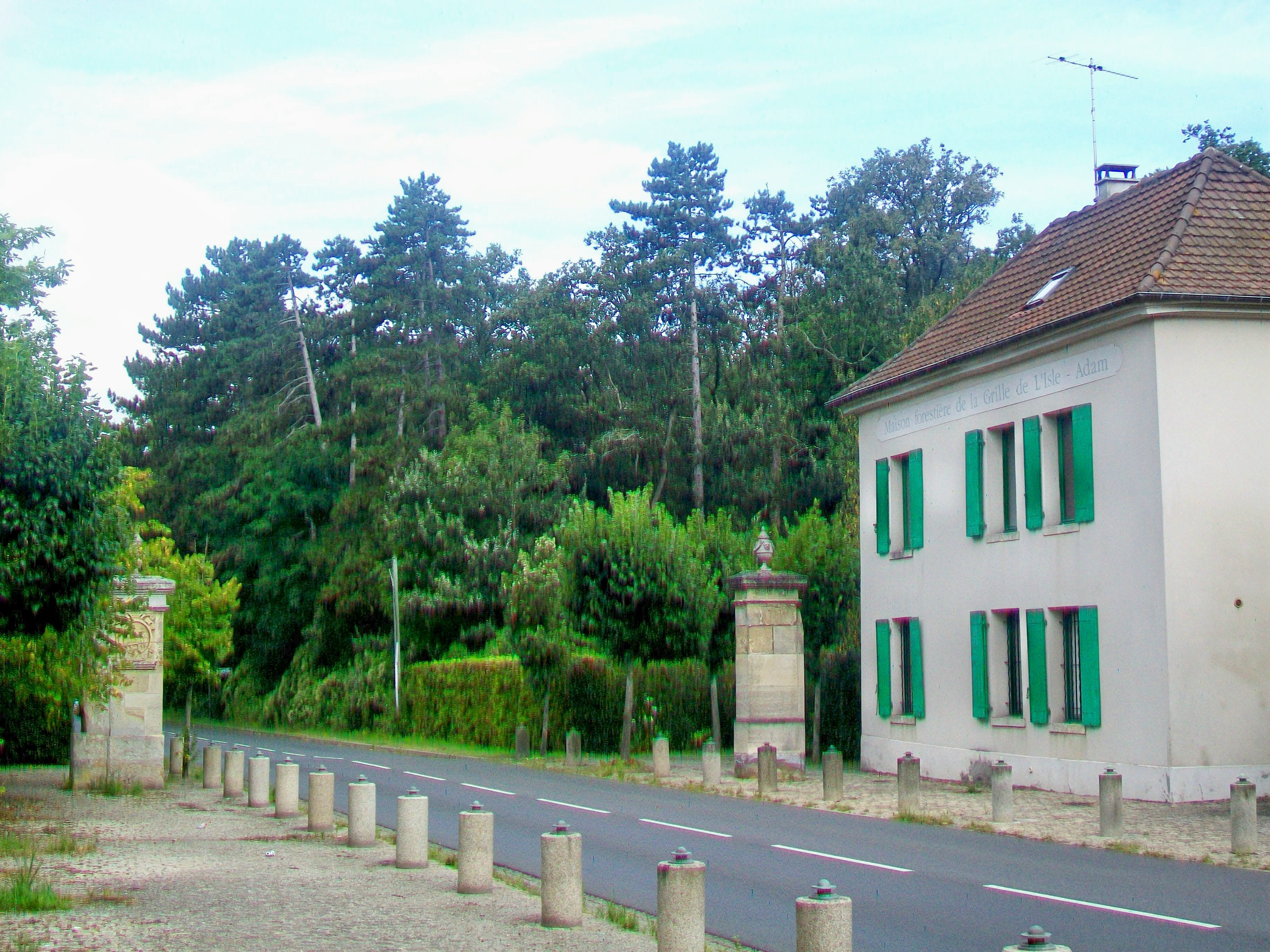
Grille de L'Isle-Adam.

- Château de la Faisanderie, avenue du Général-de-Gaulle.
- Grille de L'Isle-Adam, avenue de Paris (RD 64), no exterior da cidade.
- Maison forestière de la Grille de L'Isle-Adam, avenue de Paris (RD 64).
- Château des Forgets, rue des Louvetaux, na floresta de L'Isle-Adam.
- Table de Cassan, sobre uma rotatória da RD 922, ao nordeste da cidade.
- Château des Vanneaux, fora do centro ao norte, além da floresta, perto de Mours e ocupa um sítio construído desde o final do século XVII. É atualmente a propriedade de uma sociedade japonesa que a transformou, assim como seus terrenos, em um campo de golfe inaugurado em 1994.
- Os locais de memória da Segunda Guerra Mundial : entre outros, o monumento aos mortos da Batalha da passagem do Oise de 1940 (chemin de halage), as estelas aos resistentes (na floresta), o marco da libertação no carrefour du Vivray, etc.

Finalmente, nota-se a presença em L'Isle-Adam ao nível das lagoas de La Garenne de uma insólita passage à canard (uma passagem de pedestres para os patos).

### Os castelos desaparecidos

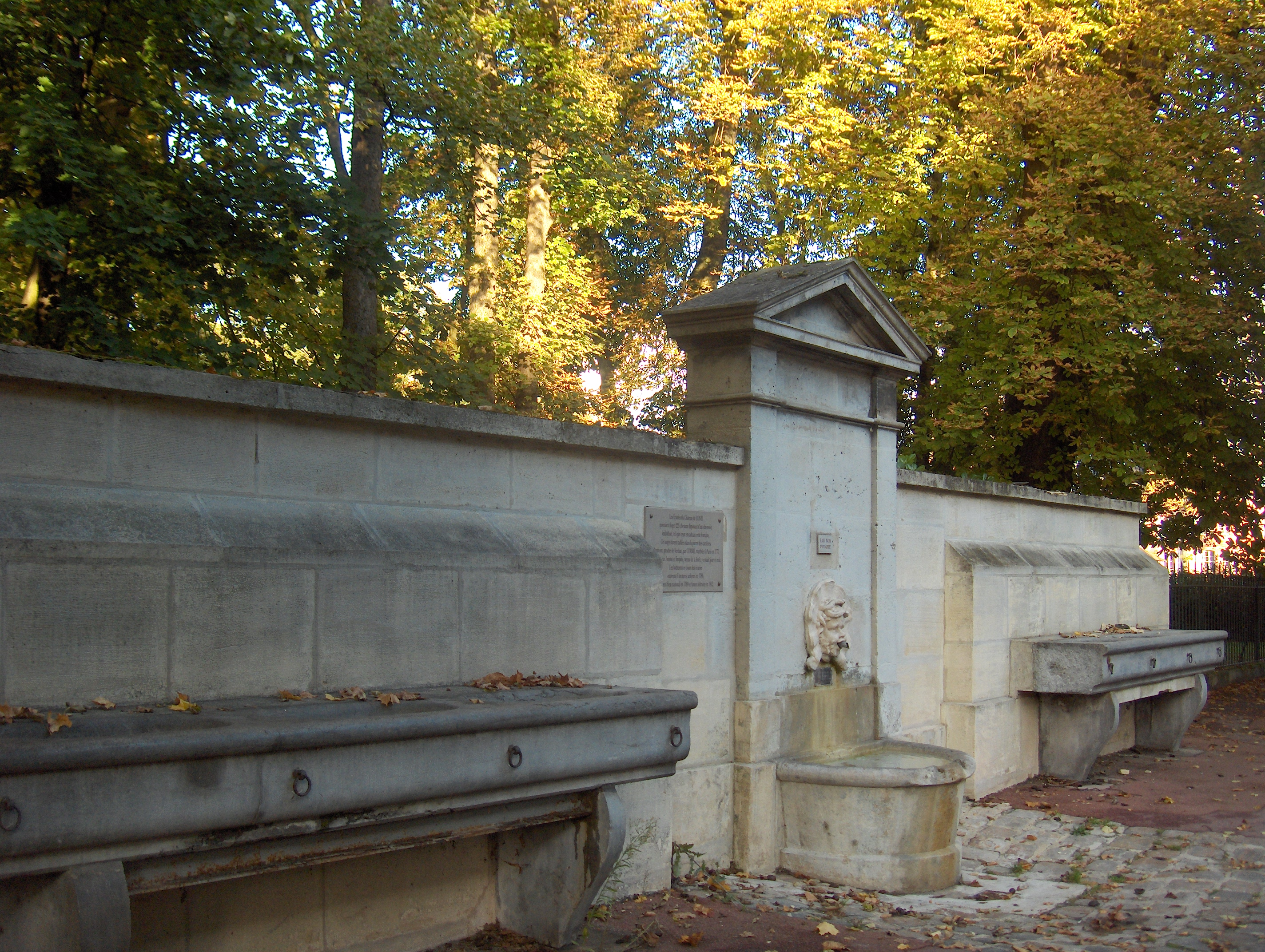
As calhas dos estábulos monumentais : um dos raros vestígios do castelo dos príncipes de Conti reconvertidos em uma fonte pública no parc Manchez.

Além do castelo dos príncipes de Conti, a cidade perdeu várias de suas propriedades excepcionais. Pode se citar :
- O château du Saut du Loup, que foi demolido em 1960.
- O château de la Commanderie, destruída no início do século XX.
- Os castelos de Cassan também desapareceram, tanto o original, construído pela família Bergeret, demolido em 1908, ou o segundo edifício, conhecido como château Bonnin, construído em 1867 por um riquíssimo encanador, instalador da iluminação a gás em Paris. O château Bonnin foi substituído no início do século pelo castelo conhecido como Béjot, no estilo Trianon, demolido em 1960, tendo sido fortemente danificado pelos bombardeios aliados em 1944.
- O château des Bonshommes, cuja memória é perpetuada pelo nome da avenida que a conduz, foi construída em 1859 no lugar onde ficava o convento abandonado de mesmo nome, descrito por Balzac como "lugar funesto abandonado pelos homens", da qual ele é parte do novo grupo : Adieu. Ele estava rodeado por um jardim paisagístico. Ele foi totalmente desaparecido hoje e o sítio está integrado à floresta dominial.

### Personalidades ligadas à comuna
- André Le Nôtre (1613-1700).
- Jean de La Fontaine (1621-1695).
- Jean Honoré Fragonard (1732-1806).
- Madame de Genlis (1746-1830).
- O jovem Mozart (1756-1791).
- Honoré de Balzac (1799-1850).
- Adolphe Willette (1857-1926), ilustrador, caricaturista e pintor.
- Louis de Villiers de L'Isle-Adam (por volta de 1450-1521), fundador da igreja saint Martin, conde-bispo de Beauvais, vidama de Gerberoy e par de França, a quem é dado o palácio episcopal de Beauvais, e a continuação da obra da catedral de Beauvais.
- Philippe Villiers de L'Isle-Adam (1464-1534), grão-mestre da Ordem de São João de Jerusalém em 1521, foi o filho mais novo de Jacques de Villiers, senhor de L'Isle-Adam. É distante ancestral direto do escritor Auguste Villiers de L'Isle-Adam (1838-1889), que tinha pessoalmente nenhum outra ligação que genealógica com a cidade que lhe dá o nome.
- François-Louis Magallon (1754-1825), nativo da cidade, governador da Ilha de Bourbon, da Ile-de-France e das Índias Francesas. Um salão de exposição, o Pavillon Magallon em homenagem a ele hoje.
- Hippolyte Charles (1772-1837), amante de Josefina de Beauharnais, adquiriu o domínio de Cassan em 1804, onde permaneceu até 1828, quando foi vendido a Jacques-Honoré Recappé, notário público e conselheiro geral de Sena e Oise.
- Louis-Gustave Binger 1856-1936, explorador na África e o primeiro governador geral da Costa do Marfim retirou-se para a cidade em 1912 e morreu em 1936.
- Valérie Trierweiler tem uma casa onde vive um de seus filhos.
- O abade Breuil (1877-1961), pré-historiador, que foi ilustrado por suas contribuições para a classificação das indústrias líticas paleolíticas e ao estudo da arte mural da pré-história. Uma residência que leva o seu nome. A sua bengala e o chapéu são mantidos no museu Senlecq.

### Alguns dos reis e a grande travessia...
L'Isle-Adam, reduto dos grandes senhores, tem visto uma série de monarcas e grandes personagens da França, no curso de sua história, tanto para o lazer (caças, justas e festas) quanto por motivos militares. Aqui está uma lista cronológica, a seção história detalhando, conforme o caso, as razões de sua chegada :
- Carlos VI em 1386
- Filipe o Ousado, duque de Borgonha , em 1402
- Francisco I em 1519, 1531, 1539 e 1540
- Henrique II três vezes em 1547
- Henrique IV em 1589, 1590 e 1609
- O cardeal de Richelieu em 1630
- O cardeal Mazarin em 1653
- Napoleão III, que marcou uma parada no albergue de Cassan